# Testimonium flavianum

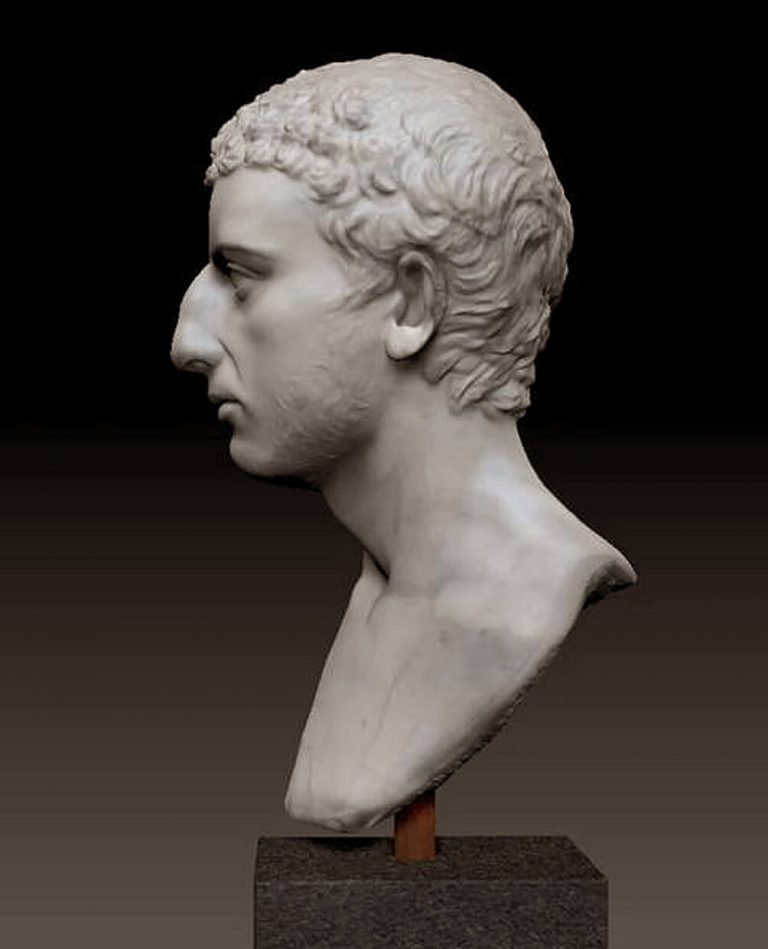
Busta Josefa Flavia z roku 1888

Testimonium Flavianum, česky Flaviovo svědectví, je část textu ve spise Židovské starožitnosti Josefa Flavia z 1. století n. l., která stručně shrnuje příběh Ježíše Krista. Mělo by se jednat o jediný dobově blízký pramen potvrzující vyprávění evangelií. Autentičnost textu však je většinou zpochybňována jako (částečná) pozdější křesťanská interpolace. Naopak další zmínka o Ježíši zvaném Kristus a pasáž o Janu Křtiteli ve stejném díle jsou obvykle považována za autentické.

## Testimonium flavianum (18,3)
V té době žil Ježíš, moudrý muž, lze-li jej nazývat mužem. Vykonával totiž podivuhodné skutky, byl učitelem lidí, kteří radostně přijímali pravdu, a získal na svou stranu mnoho Židů i mnohé z pohanů. On byl Kristus. A ačkoli na udání našich předních mužů jej Pilát odsoudil k ukřižování, ti, kteří si jej dříve zamilovali, od toho neupustili. Opět živý se jim totiž ukázal třetího dne, když božští proroci o něm toto i mnoho jiných věcí předpověděli. A ani dnes ještě nezmizelo pokolení křesťanů, kteří se tak po něm nazvali.
Flavius, Židovské starožitnosti, 18,3,3
Je nepravděpodobné, že by text v tomto znění byl Flaviovým dílem, protože jako žid by nemohl Ježíše označovat za Krista, tedy pomazaného Mesiáše. Teolog a církevní otec Órigenés (185–253) „vyčítal“ Flaviovi, že obdivoval Jana Křtitele, avšak Krista již nepřijal a nestal se křesťanem. Z toho lze usoudit, že Órigenés znal Flaviovo dílo, kde v 18. knize byl text o Křtitelovi, ale ne takovéto svědectví o výjimečném životě Ježíše Krista. Teprve o několik desetiletí později církevní historik Eusebios z Kaisareie (asi 270–339) cituje právě tento text.
Již od 16. století se proto začalo pochybovat, zda se jedná o původní znění textu. Předpokládá se, že pravděpodobně někdy před Eusebiem (v 2.–3. století) neznámý křesťanský opisovač buď celý oddíl napsal sám, nebo pozměnil původní kratší verzi. Druhou teorii podporuje existence kratší verze uvedeného místa v arabském překladu Flaviova díla v kronice křesťanského historika Agapia z 10. století:
| „                                    | V té době žil moudrý muž jménem Ježíš. Jeho způsob života byl dobrý a byl znám jako ctnostný. A mnoho lidí z Židů i z jiných národů se stalo jeho učedníky. Pilát ho odsoudil k ukřižování a ke smrti. Říkali, že se jim zjevil třetí den po ukřižování a že byl živ; podle toho byl pokládán za Mesiáše, o němž proroci předpovídali zázraky. | “ |
| — Agapiova kronika[nedostupný zdroj] | |   |

Nedávný jazykovědný výzkum ukázal, že neexistují žádné vážné filologické důvody k předpokladu, že Josephus nemohl o Ježíšovi napsat to, co napsal.

## Jan Křtitel (18,5)
Jeden odstavec věnuje Flavius uvěznění a smrti Jana Křtitle.

## Jakub, bratr Ježíše (20,9)
Protože Ananos měl takovou povahu, usoudil, že je vhodná chvíle, když Festus byl mrtvý a Albinus byl ještě na cestě, a svolal zasedání soudců, přivedl před ně Jakuba, bratra Ježíše, zvaného Kristus, a některé jiné. Obvinil je z porušování zákonů a předal je k ukamenování.
Flavius, Židovské starožitnosti, 20,9,1
U textu z kapitoly 20 zmiňujícího „Jakuba, bratra Ježíše“ se pozdější křesťanská interpolace, která by se snažila Josefovi podsunout znalost (a pozitivní hodnocení) Ježíšovy osoby, jeví spíše nepravděpodobná. Naopak, ve srovnání s Testimoniem se může zdát, že je texte příliš „slabý“ a má povahu opravdu jen záznamu historické události.